# Burg Böthchen

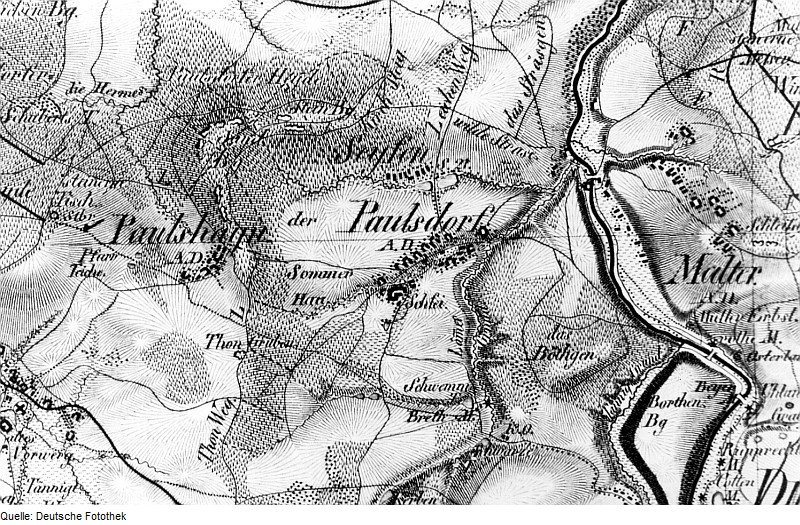
Der Borthenberg auf einer Flurkarte von 1821

Die Burg Böthchen (auch Bödichen, Bodemich) ist eine kleine abgegangene mittelalterliche Burganlage bei Dippoldiswalde im Landkreis Sächsische Schweiz-Osterzgebirge in Sachsen. Der Name wird auch in Verbindung mit einem Vorwerk erwähnt.

## Lage
Die Burganlage lag nordwestlich des Dippoldiswalder Stadtkerns nördlich vom Waldgebiet Böthchen, südlich des Ortsteiles Paulsdorf. In der Nähe des Borthenberg. Der genaue Standort ist nicht lokalisierbar.

## Geschichte
Wann die Burganlage entstand, ist unbekannt. Vermutlich steht ihr Bau im Zusammenhang mit dem schon 1158 bzw. 1170 in Dippoldiswalde datierten Silberbergbau. Möglicherweise diente sie als Vorburg der Festung Dippoldiswalde. 1294 werden in einer Urkunde Zwei Burgen, „duo castra Dippoldiswalt“ von 1344 wird eine besonders kleine Burg erwähnt. Sie wurde bereits um 1370 durch Markgraf Friedrich III. niedergerissen und bis zum 15. Jahrhundert durch Dippoldiswalder Bürger geschleift worden. Jüngere Forschungen bezweifeln jedoch die Existenz der mehrfach in der regionalkundlichen Literatur erwähnten Burg und führen die urkundliche Erwähnung auf einen Interpunktionsfehler in der entsprechenden Urkundenedition zurück.
1465 wird in diesem Gebiet erstmals ein Vorwerk Bodenichen (Bodemich) erwähnt, das mit der Befestigungsanlage in Verbindung gebracht wird. Das Vorwerk Bodemich wird 1516 nochmals genannt, jedoch 1564 bereits als „wüstes Vorwerk“ bezeichnet. An Stelle von Burg und Vorwerk befindet sich heute eine Ackerfläche und nicht wie in der Literatur früher erwähnt der Böthchen. Von der einstigen Burganlage ist nichts erhalten, allerdings konnten einige Keramikscherben in der Nähe des Fernsehumsetzers am Borthenberg geborgen werden.

## Sage
Der Sage nach soll in der Nähe des Schlossplatzes ein Schatz begraben sein. Dort, wo einst die Burganlage stand, soll eine Braupfanne mit Gold im Boden liegen. Einst versuchten mehrere Männer, zur Mitternachtsstunde den Schatz zu heben. Da sich jedoch einer der Gruppe nicht an das Schweigegebot während der Grabung hielt, fiel der Schatz für immer in die Tiefe. Der Chronist Konrad Knebel erwähnt, das die Schatzsuche durch den Bau der heutigen Straße von Paulsdorf nach Dippoldiswalde (Talsperrenstraße K9010) gegenstandslos geworden sei.